# Валі-ду-Іпожука (мікрорегіон)
Валі-ду-Іпожука (порт. Microrregião do Vale do Ipojuca) — мікрорегіон в бразильському штаті Пернамбуку у складі мезорегіону Агресті-Пернамбукану. Складається з наступних муніципалітетів:
- Алагоїнья
- Белу-Жардін
- Безеррус
- Брежу-да-Мадрі-ді-Деус
- Кашуейрінья
- Капоейрас
- Каруару
- Гравата
- Жатауба
- Пескейра
- Посан
- Ріашу-дас-Алмас
- Саньяро
- Сан-Бенту-ду-Уна
- Сан-Каетану
- Такаймбо